# Le Mystère Saint-Val
Pour plus de détails, voir Fiche technique et Distribution.
Le Mystère Saint-Val est un film français réalisé par René Le Hénaff, sorti en 1945.

## Synopsis
Désiré gagne un concours de détective amateur et se trouve bientôt confronté à sa première enquête, dans le cadre d'un mystérieux château où il découvre six crimes. Après que cette inquiétante affaire eut été expliquée par un énigmatique docteur, le détective se venge du mauvais plaisant, en lui révélant que son amie le trompe.

## Fiche technique
- Titre : Le Mystère Saint-Val
- Titre belge francophone : Fernandel détective
- Réalisation : René Le Hénaff, assisté d'Émile Roussel
- Scénario : Jean Manse, Albert Bossy
- Dialogues : Yves Mirande, Albert Bossy
- Images : Victor Arménise
- Son : Georges Leblond
- Montage : Marinette Cadix
- Décors : Jacques Colombier
- Musique : René Sylviano
- Production et distribution : C.C.F.C
- Distribution en Belgique : Stellor Films
- Distribution en DVD : René Chateau Vidéo
- Producteurs : Edouard Harispuru, Mario Bruitte, Albert Dodrumez
- Directeur de production : Edouard Harispuru
- Pellicule  Noir et blanc - 35 mm - rapport : 1 x 1,37, son mono
- Tournage du 18 décembre 1944 au 8 février 1945, dans les studios de Neuilly
- Durée : 102 min (version de 95 min) (le DVD René Château a une durée de 82 min)
- Genre : Comédie policière
- Date de sortie : 
  - France - 19 septembre 1945
- Visa de censure français no 583  (Tous publics)
- Affiche : Pierre Levé (France)

## Distribution
- Fernandel : Désiré, Henri Le Sec, le détective
- Pierre Renoir : Le docteur Dartignac
- Viviane Gosset : Mme de Saint-Val
- Jean Davy : Max Roberthal
- Germaine Kerjean : Rose, la gouvernante
- Marcel Carpentier : L'oncle de Désiré, Henri
- Alexandre Rignault : Antoine, le maître d'hôtel
- Erno Crisa : Dédé, le vagabond
- Arlette Guttinguer : Suzy, l'amie de Mme de Saint-Val
- Marcel Pérès : Le brigadier
- Paul Demange
- Jean Dasté
- Navaillès
- Jean Marconi
- Munier
- René Fluet
- Maxime Fabert